# Gonia desertorum
Gonia desertorum är en tvåvingeart som först beskrevs av Boris Borisovitsch Rohdendorf 1928.  Gonia desertorum ingår i släktet Gonia och familjen parasitflugor. Inga underarter finns listade i Catalogue of Life.